# Michele Bonelli
Carlo Michele Bonelli O.P. (25 de novembro de 1541 – 28 de março de 1598) foi um cardeal italiano do século XVI e diplomata papal com uma distinta carreira de duas décadas iniciada em 1571.

## Biografia
Nascido em Bosco Marengo, era filho de Marco Bonelli, nobre de Alexandria, e de Dominina de' Gibertis, sobrinha do Papa Pio V. Era tio-avô de Carlo Bonelli. Seu nome de batismo era Carlo. Também conhecido como Cardeal Alessandrino.
Ingressou na predicante Ordem Dominicana, tomando o nome Michele, e professou no convento de Santa Maria sopra Minerva, Roma, em 1559. Estudou no Collegio Germanico e foi professor de teologia na Universidade de Perúgia antes de ser chamado a Roma pelo tio-avô, o Papa Pio V.
Foi nomeado cardeal-presbítero no consistório de 6 de março de 1566, recebendo o solidéu vermelho e o título de Santa Maria sopra Minerva duas semanas depois; ele condicionou sua promoção à permissão para continuar usando seu hábito dominicano. Nobre de Alexandria, 1566. Cidadão e nobre de Roma, 4 de setembro de 1567. Grão-prior em Roma da Ordem Soberana de Malta, em junho de 1568. Camerlengo da Santa Igreja Romana, 3 de dezembro de 1568 até 10 de maio de 1570. Abade commendatario de S. Michele di Chiusi, 1571. Legado perante os reis de Espanha e Portugal, 18 de junho de 1571. Declarado pelo papa seu cardeal sobrinho no consistório de 19 de junho de 1571. Legado a latere perante o rei da França, com as mesmas faculdades que teve como legado em Espanha e Portugal, 16 de novembro de 1571. Administrou a extrema-unção a seu tio-avô, o papa.
Cardeal Bonelli participou do conclave de 1572, que elegeu o Papa Gregório XIII. Membro da Sagrada Congregação do Índice, 1572; e da Sagrada Congregação do Concílio, 1573. Nomeado pelo Papa Gregório XIII prefeito da Sagrada Congregação dos Religiosos. Camerlengo do Sagrado Colégio dos Cardeais, 7 de janeiro de 1585 a 7 de janeiro de 1587. Participou do conclave de 1585, que elegeu o Papa Sisto V. Nomeado seu vigário geral em Roma e em todo o Estado da Igreja. Optou pelo título de S. Lorenzo em Lucina, 8 de novembro de 1589. Cardeal protopresbítero. Participou do primeiro conclave de 1590, que elegeu o Papa Urbano VII, e do segundo conclave de 1590, que elegeu o Papa Gregório XIV.
Promovido a ordem dos cardeais-bispos e a sé suburbana de Albano, em 20 de março de 1591. Consagrado bispo em 2 de abril de 1591, em Roma, pelo cardeal Girolamo Bernerio, OP, bispo de Ascoli Piceno, auxiliado por Vincenzo Casali, ex-bispo de Massa Marittima, e por Vincenzo Bonardo, OP, bispo de Gerace. Participou do conclave de 1591, que elegeu o Papa Inocêncio IX. Prefeito da Sagrada Congregação dos Bispos e Regulares, 1591. Participou do conclave de 1592, que elegeu o Papa Clemente VIII. Prefeito da nova Congregação para o Exame dos Bispos. Apoiou a reconciliação do papa com o rei Henrique IV em 1594. Primeiro conde de Bosco Marengo, 29 de novembro de 1597.
Cardeal Bonelli morreu em 28 de março de 1598, após uma doença de sete dias, em Roma. Sepultado na igreja dominicana de S. Maria sopra Minerva.
Tomou a iniciativa de expansão de Roma (a via Alessandrina comemora o seu título) que seria dividida entre os mosteiros de S.Basilio, S.Adriano e SS.Cosma e Damiano, e plantado com pomares.[carece de fontes?]
A sua família foi honrada durante o pontificado de Pio V: o seu irmão Girolamo, comandante da Guarda Papal, foi feito marquês de Cassano d’Adda (1572), e o seu irmão Michele, duque de Salci (1569), como ajudante de Emanuel Filiberto, Duque de Sabóia (1573).[carece de fontes?]